# Helius melanolithus
Helius melanolithus är en tvåvingeart som beskrevs av Alexander 1953. Helius melanolithus ingår i släktet Helius och familjen småharkrankar.
Artens utbredningsområde är Vanuatu. Inga underarter finns listade i Catalogue of Life.